# تاریخ رومیان در سرزمین عربستان

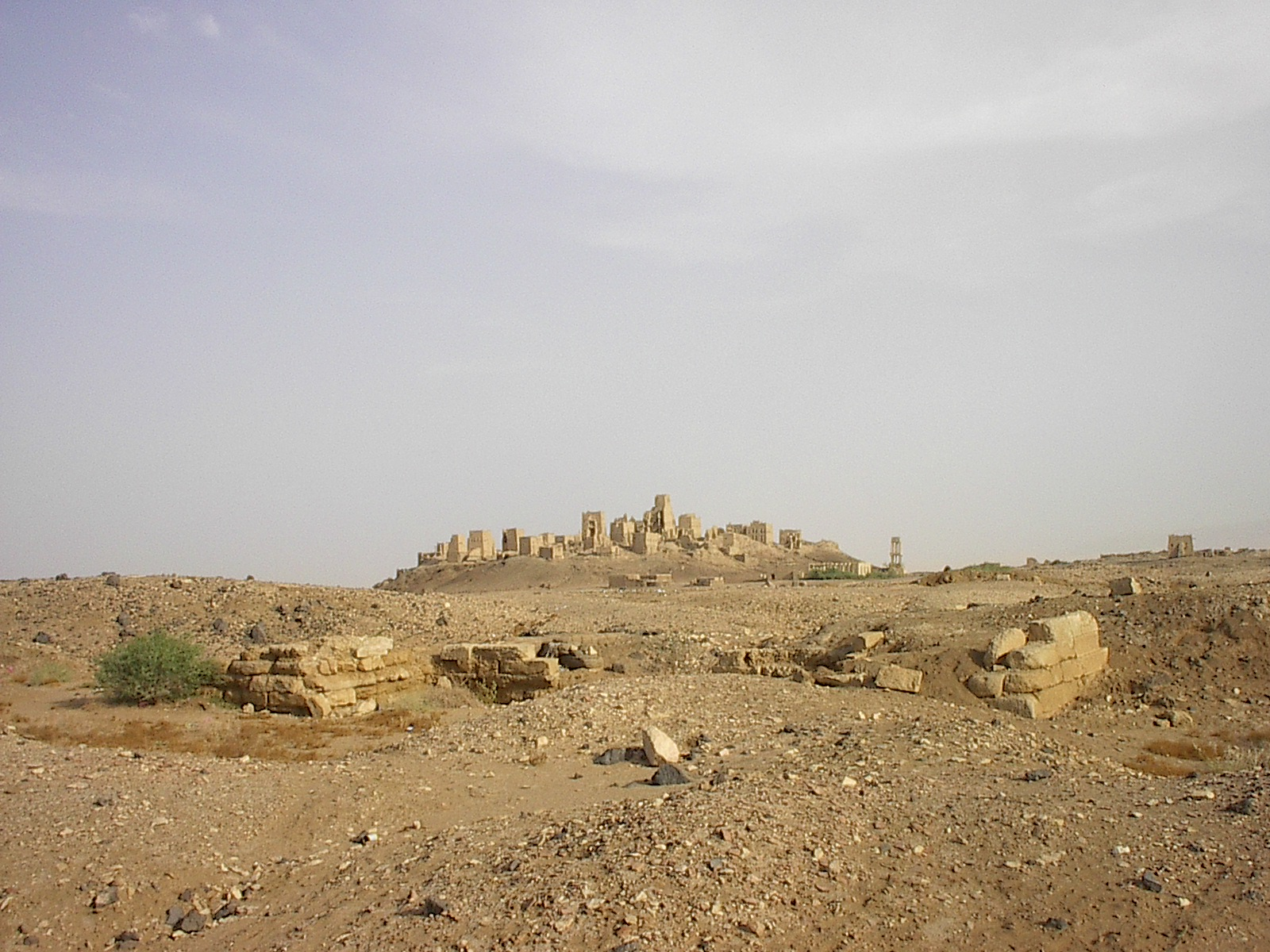
ویرانه‌های مارب باستان، یمن، محاصره‌شده از سوی رومیان در ۲۵ پیش از میلاد

پایهٔ بودوباش رومیان در شبه جزیرهٔ عربستان در گسترش امپراتوریِ زیر فرمان آگوستوس بود و تا زمان چیرگی اعراب بر قلمرو رومِ خاوری یا بیزانس پس از دهه ۶۲۰ پیوستگی داشت.
به گفتهٔ استرابون، اندازهٔ بازرگانی میان روم و هند از راه دریای سرخ و دریای عرب از زمان گشایش مصر از سوی رومیان در سال سی پیش از میلاد بسیار فراوان بوده‌است.
۱۲۰ کشتی رومی هر ساله هنگام دادوستد چاشنی از برنیس به راه می‌افتادند و بارها در سفر خود به هند، از کرانه‌های یمن گذر می‌کردند.
رومیان بیشتر برای آسوده ساختن راه‌های دریایی از دزدی دریایی، یک لشگرکشی زیر نظر الیوس گالوس راه انداختند و در بندر عدن (که در آن زمان Eudaemon نامیده می‌شد) در جنوب عربستان به‌طور گذرا جاگیر شدند. همچنین رومی‌ها یک پادگان کوچک لژیونری در بندر نبطی Leuke Kome (به معنی «دهکده سفید» که در شمال بندر جده عربستان جایگیر بود) داشتند که به گفتهٔ آکادمیک تئودور مومسن در سدهٔ ۱ برای پایش بازرگانی چاشنی و ترشی‌جات پایه‌گذاری شده‌بود. شیره کندر و مر، دو چاشنی که در دوران باستان در جایگاه عطر بسیار ارزشمند بودند، فقط از درختانی که در جنوب عربستان، اتیوپی و سومالی می‌رویند، به دست می‌آمد.
بازرگانان عرب این کالاها را با کاروان‌های شتر در جاده عود به بازارهای رومی می‌آوردند. استرابون رفت‌وآمد فراوان در راه‌های بیابانی را با یک ارتش می‌سنجید. «راه بازرگانی بوخور» در راستای لبهٔ باختری بیابان میانی عربستان نزدیکِ صد مایلیِ کرانهٔ دریای سرخ در درون کشور جای داشت. پلینیوس گفته‌است که این راه از شصت‌وپنج ایستگاه پدید آمده‌بود که با درنگ‌هایی برای آرام‌گیری شتران بخش‌بندی شده‌بود. هم نبطی‌ها و هم عرب‌های جنوبی از راه ترابری این کالاها که به امپراتوری روم می‌رفت، سرمایه بسیار اندوختند.

## لشگرکشی گالوس

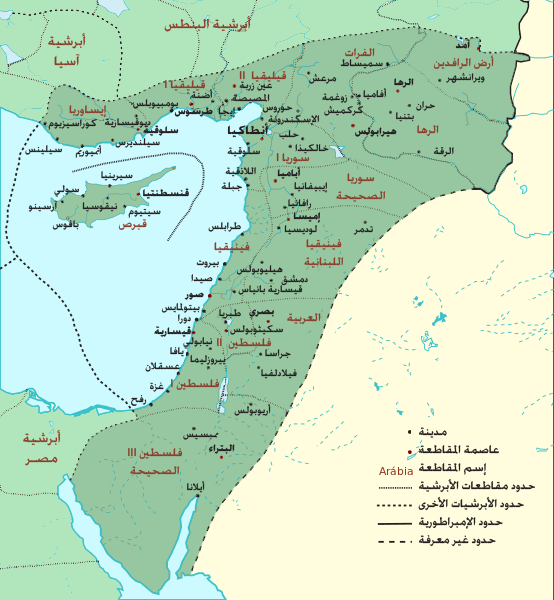
نقشه‌ای از «اسقف‍نشین خاوری» در شامِ امپراتوری بیزانس در سال ۴۰۰ پس از میلاد که استان‌ها، مراکز و برجسته‌ترین شهرهای آن را نشان می‌دهد.

گایوس آئلیوس گالوس دومین فرماندار رومی مصر بود که از ۲۶ تا ۲۴ پیش از میلاد سر کار بود.
گزارش‌های لشگرکشی او به یمن از سوی استرابون، دیون کاسیوس و پلینیوس بازگو شده‌است. گزارش استرابون به‌ویژه پردامنه است او بیشتر آگاهی‌های خود را از خود آئلیوس گالوس، که دوستش بود، گرفته‌است.
همچنين بخشی از پادشاهی سبا، سرزمین یمن امروزی، از سوی رومی‌ها Arabia Felix (به لاتین «عربستان حاصلخیز» یا «عرب خوش‌بخت») نامیده‌شد که نشان‌دهندهٔ آبادانی و فراوانی آن است.
آبیاری این فرآورده‌ها از سوی سد بزرگ مأرب انجام می‌شد. استرابون بازگو می‌کند که ایلاساروس در آن زمان فرمانروای حضرموت بود. آگوستوس به گالوس دستور داد تا در سال ۲۶ پیش از میلاد، لشگرکشی به فلیکس (یمن) عربستان انجام دهد، جایی که او باید پیمان‌هایی می‌بست که مردم عرب را فودراتی (یعنی دولت‌های مشتری) می‌ساخت، یا چنانچه ایستادگی می‌کردند آنها را زیر چیرگی خود درمی‌آورد. به گفته تئودور مومسن، آلیوس گالوس با ده هزار لژیونر از مصر کشتی گرفت و در Leuce Kome، بندر بازرگانی نبطیان در کرانه شمال باختری عربستان فرود آمد. جنبش‌های دیگر گالوس وابسته به یک راهنمای نبطی به نام سیلائوس بود که نشان داد غیرقابل‌اعتماد است. در پی راهنمایی نادرست سیلائوس، ارتش شش ماه زمان برد تا به مأرب، پایتخت سبائیان برسد. گالوس مأرب را یک هفته محاصره ناکام کرد و سپس ناچار به عقب‌نشینی شد. مومسن ریشهٔ این ناکامی را آمیخته‌ای از بیماری، زنجیره تأمین خیلی گسترده و اقلیم بیابانیِ سخت‌تر از آنچه رومی‌ها می‌پنداشتند، می‌داند. عقب‌نشینی گالوس به اسکندریه در شصت روز کامل شد. ناوگان رومی پشتیبان کامیابی بیشتری داشت. آنها بندر Eudaemon (عدن امروزی) را گرفتند و ویران کردند و راه بازرگانی روم به هند را پشتیبانی کردند.

## تراژن و استان عربستان‌پترا

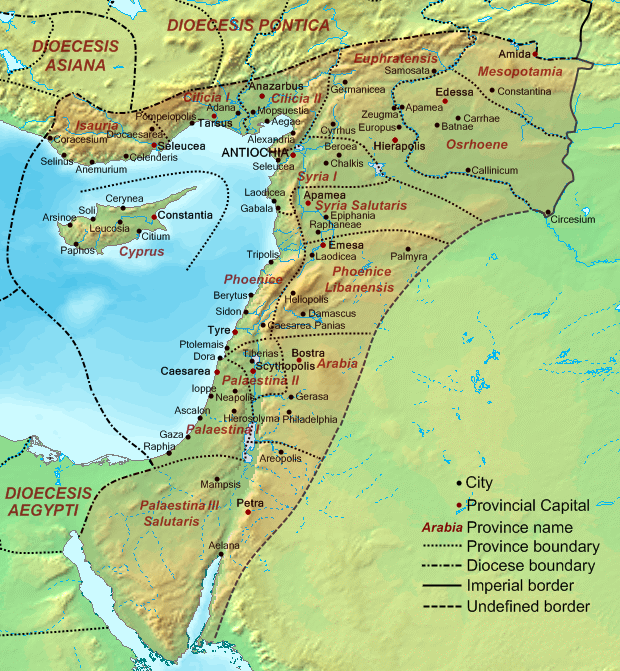
عربستان رومی در «دیوسز خاور» (Dioecesis Orientis) در آغاز سدهٔ پنجم میلادی

نبطیان از زمان در آمدن رومیان به بخش جنوب‌خاوری دریای مدیترانه، پیوندهای نزدیکی با آنان داشتند. در دوران آگوستوس، آنان یکی از پادشاهی‌های فرمانبردار رومیان بودند.
زمانی که امپراتور تراژان کشورگشایی به‌سوی خاور را آغاز کرد، رب‌ال دوم سوتر، یکی از پادشاهان فرمانبردار روم، درگذشت. این رویداد، پیوستن پادشاهی نبطی را در پی داشت، گرچه چگونگی و چرایی این پیوستگی روشن نیست. برخی گواه‌های سنگ‌نبشته‌ای، از یک نبرد آگاهی می‌دهند که در آن نیروهایی از سوریه و مصر جنگیدند. با این همه، روشن است که در سال ۱۰۷ میلادی، لژیون‌های رومی در پیرامون پترا و بصری جای‌گیر شده‌بودند، چنان‌که یک پاپیروس (و گواه‌های دیگر) به‌دست‌آمده از مصر نشان‌دهنده‌ی آن است.
امپراتوری روم، سرزمینی را به‌دست‌آورد که استان عربستان پتراه (در جنوب کنونی اردن و شمال‌باختر عربستان سعودی) شد.
سرزمین حجاز در سال ۱۰۶ میلادی درون استان عربستان رومی جای‌گرفت. یک سنگ‌نبشته بزرگ رومی از سال‌های ۱۷۵ تا ۱۷۷ به‌تازگی در الحجر (که در آن زمان «هجره» خوانده‌می‌شد) یافته شده‌است. این سرزمین سپس بخشی از تاریخ روم، و سپس تاریخ بیزانس شد، تا سدهٔ هفتم میلادی. در سال ۳۵۶، بار دیگر از شهر هجره یاد شده‌است، که سرپرستی آن با یک شهردار بومی بوده، ولی چنین می‌نماید که این شهر در آن زمان پیشرفت چندانی نداشته‌است [...]
گشودن عربستان تا هنگام پایان‌یافتن ساخت راه ترایانا نووا در دههٔ ۱۲۰ میلادی، به‌گونهٔ رسمی جشن‌گرفته نشد. این راه، از میانهٔ استان، از بصری تا عقبه کشیده‌شده‌بود. پس از پایان این پروژه، سکه‌هایی ضرب شدند که در یک‌سو چهرهٔ تراژان و در سوی دیگر شتری نگارگری شده‌بود، و این سکه‌ها برای بزرگداشت پیوستن عربستان به امپراتوری ضرب شدند. این سکه‌ها تا سال ۱۱۵ ضرب می‌شدند، زمانی که نگاه امپراتوری روم بیشتر به خاور کشیده‌شد. این راه، نه تنها بُصری و عقبه را پیوند می‌داد، بلکه پترا را نیز دربرمی‌گرفت، و با راهی کاروان‌رو که تا بندر «لوکه کومه» در کرانه‌های باختری عربستان جنوبی کشیده‌می‌شد، ادامه می‌یافت.
در سال ۱۹۶۵، گواه‌های بیشتری یافت شد که نشان می‌داد لژیون‌های رومی در مدائن صالح در کوه‌های حجاز در شمال‌باختر عربستان جای‌گیر بودند، که گسترهٔ استان عربستان پتراه را بیشتر می‌کرد. تراژان که به خاور دلبستگی فراوانی داشت، برای آسودا‌سازی دادوستد از دزدی دریایی در اقیانوس هند، پادگانی در جزیره فرسان، در جنوبی‌ترین بخش این دریا بنیاد نهاد.
هادریانوس، پس از گسترش‌های تراژان، به‌گمان فراوان استان را بازچینی کرد و گسترهٔ آن را تا نزدیک به نیمه کاهش داد (تا مرز باختری آنچه «لیمس عربیکوس» خوانده‌می‌شد) تا بتواند بهتر از عربستان پتراه در برابر یورشگران و دشمنان پدافند کند. همین روند در کالدونیا نیز انجام شد، زمانی که او دژهای رومی پیرامون اینچتوتیل و گسک ریج را رها کرد و دیوار هادریان را در بریتانیا (استان روم) ساخت (و بخش‌هایی از اسکاتلند را از خاک رومی بیرون انداخت).
در زمان امپراتور سپتیمیوس سوروس، استان عربستان پتراه گسترش یافت و بخش‌های «لجاء» و جبل‌الدروز، سرزمین‌های ناهموار جنوب دمشق، و همچنین زادگاه مارکوس ژولیوس فیلیپوس (فیلیپ عرب) را نیز دربرگرفت.
رومیان هم‌پیمانی نیرومند در عرب‌های «غسانی» یافتند که از سرزمین مأرب به جنوب سوریه کوچیده بودند، بیشتر در سدهٔ دوم میلادی. غسانیان همچون سپری در برابر دیگر بادیه‌نشینان بودند که می‌کوشیدند به سرزمین‌های رومی رخنه کنند. براستی، پادشاهان ایشان را باید «فیلارک» خواند؛ فرمانروایان بومیِ سرزمین‌های مرزیِ وابسته به روم. پایتخت آنان در «جابیه» در بلندی‌های جولان بود. از دید گستره، پادشاهی غسانی بیشتر سرزمین سوریه، کوه حرمون (لبنان)، اردن و فلسطین را دربرمی‌گرفت، و از راه هم‌پیمانی با دیگر تیره‌های «ازد»، فرمانروایی‌شان تا شمال حجاز و تا یثرب (مدینه) گسترش یافته بود.
افزون بر این، ریز تبار عربیِ امپراتور رومی، فیلیپ عرب، دانسته نیست؛ چراکه همهٔ بن‌مایه‌ها تنها نام‌های لاتینی او و خانواده‌اش را آورده‌اند. با این همه، چون از بخشی برخاسته که غسانیان در آن جای گرفته بودند، بسیاری از تاریخ‌نگاران گمان برده‌اند که وی از آن تبار بوده‌است. همچنین، یادکرد او در جایگاه مردی مسیحی یا دست‌کم بردبار با مسیحیان، با این برداشت سازگار است، زیرا مردم آن بخش در آن زمان در روند گرویدن به آیین مسیح بودند.

سپتیمیوس سوروس، استان بزرگی را بزرگ‌تر ساخت. سپس، با گشودن میان‌رودان، دامنهٔ فرمانروایی روم را گسترده‌تر کرد. سپردنِ بخش‌های «لجا» و «جَبل‌الدُّروز» بخشی از سیاست هوشمندانهٔ او بود برای استوار ساختنِ چیرگی در آن سامان پیش از یورش به میان‌رودان. استان عربیه پایگاه اندیشه‌ایِ سوروس در خاور رومی شد.
به‌گفتهٔ باورسوک، عربیه چنان نماد وفاداری به سوروس و امپراتوری روم شد که هنگام نبرد او با کلودیوس آلبینوس در گل (فرانسهٔ امروزی)، دشمنان سوریِ سپتیمیوس سوروس چو انداختند که لژیون سوم «سیرنائیکا» که بر عربیه پترائه فرمان می‌راند، شوریده‌است. اینکه چنین سخنی دربارهٔ لژیونی در استانی دورافتاده بتواند بر کشاکش‌های گل اثر گذارد، نشان از چیرگی سیاسیِ عربیه دارد. با آنکه نه انبوه‌نشین بود، نه گنجینه و نه جایگاه راهبردی، با این‌همه، ستون فرهنگ رومی شده‌بود. و اینکه این فرهنگ رومی از گونهٔ خاوری بود، چیزی از کارایی‌اش در باختر نمی‌کاست. همین تهی‌دستیِ عربیه پترائه بود که آن را بر آن داشت تا خود را رومی بشمارد، و همین، وفاداری‌اش را به روم استوارتر کرد.
نمونه‌ای دیگر از وفاداری تیره‌های عربِ شمال عربستان به روم، لوسیوس سپتیمیوس اودایناتوس بود. او «فرزند لوسیوس سپتیمیوس هیرود (حیران)، سناتور و سرور تدمر بود و هیرود پسر وابلاتوس (وهب‌الّات)، و او نیز پسر ناصور بود». اودایناتوس فرمان‌روای عربِ (عرب رومی‌شده) پالمیرا (تدمُر) به‌ شمار می‌رفت. پس از او، همسرش زِنوبیا و فرزندشان وابلاتوس بر فرمان‌روایی اندک‌پای پالمیرا چیره شدند.
اودایناتوس در نیمهٔ دوم سدهٔ سوم میلادی، توانست سرزمین‌هایی در خاور امپراتوری روم را که مال ساسانیان بود به چنگ آورد.
با بازآرایی امپراتوری به‌دست دیوک‌لِتیان (۲۸۴–۳۰۵ م)، گسترهٔ استان «عربستان پترا» افزایش یافت و بخش‌هایی از سرزمین فلسطینِ امروزی را نیز دربر گرفت. پس از دیوک‌لتیان، عربستان بخشی از «دیوانِ خاور» (Diocese of the East) شد که خود در دلِ «پیشکاری کلِ خاور» (Praetorian Prefecture of the East) جای داشت و بیشتر مردمان آن، کیشِ ترسایی (مسیحی) داشتند.
در آغاز سدهٔ هفتم، این استان به‌دست نیروهای عربِ مسلمان زیر فرمان خلیفه عمر گشوده شد. در سال ۶۳۰ میلادی، لژیون سوم کیرِناییکا (Legio III Cyrenaica) در نبرد برای نگه‌داری بُصری نابود شد، و بدین‌سان، باشندگی روم در عربستان پایان یافت.